# Джийн Сибърг
Джийн Дороти Сибърг (на английски: Jean Dorothy Seberg, на френски Жин Себерг) е американска актриса, която живее половината от живота си във Франция. 

## Биография
Изпълнението ѝ във филма на Жан-Люк Годар от 1960 г. „До последен дъх“ я увековечава като икона на френското кино.
Тя се появява в 34 филма в Холивуд и в Европа, сред които „Света Йоана“, „Здравей, тъга“, „Летище“, „Гангстерски войни в Неапол“ и други. Тя е и една от най-известните цели на проекта на ФБР COINTELPRO, добре документирано отмъщение за подкрепата ѝ на Партията на черните пантери през 60-те години на миналия век.
Сибърг умира на 40-годишна възраст в Париж, като полицията решава, че смъртта ѝ е вероятно самоубийство. Ромен Гари, вторият ѝ съпруг, свиква пресконференция малко след смъртта ѝ, където публично обвинява кампанията на ФБР срещу Сибърг за влошаването на психичното ѝ здраве. Година по-късно самият Ромен Гари се самоубива.

## Избрана филмография
| Година | Филм             | Оригинално заглавие   | Роля             | Режисьор      |
| ------ | ---------------- | --------------------- | ---------------- | ------------- |
| 1959   | Ревът на мишката | The Mouse That Roared | Хелън Кокинц     | Джак Арнолд   |
| 1960   | До последен дъх  | À bout de souffle     | Патриша Франчини | Жан-Люк Годар |